# Benedictus Kodzo Akafia
Benedictus Kodzo Akafia (* 20. Dezember 1940 bei Vui-Keta in der Volta Region) ist ein ghanaischer Generalleutnant und Diplomat im Ruhestand.

## Ausbildung
Benedictus Kodzo Akafia besuchte die Keta Senior High Technical School. 1961 wurde er an der Ghana-Militärakademie in Teshie immatrikuliert.
Am 14. September 1963 wurde er an der Indian Military Academy zum Leutnant ernannt. Er ist Bachelor of Science der Strategie (Militär) hat ein Diplom Betriebswirtschaft und ist Mitglied des Chartered Management Institute.

## Werdegang
In seiner 38-jährigen militärischen Laufbahn wurde er auf verschiedenen Führungs- und Stabsstellen beschäftigt. Von 1975 bis 1977 war er Chef-Instruktor und Stellvertreter, später Kommandant der Ghana army's Jungle Warfare School in Akyem Achiasi (Seth Anthony Barracks) Birim South District. In Islamabad war er von 1977 bis 1979 war er stellvertretender Militärattaché In leitender Funktion am Ghana Armed Forces Command and Staff College in Teshie war er von 1980 bis 1982 beteiligt. Von 1983 bis 1985 war Benedictus Kommandant der Military Academy und Training School der Streitkräfte Ghanas. im Hauptquartier der United Nations Interim Force in Lebanon war er von 1985 bis 1987 erster Stabsoffizier. Er wurde im Generalstab der ghanaischen Streitkräfte beschäftigt war dort Leiter der Personalabteilung, Leiter der Logistikabteilung, Leiter der militärischen Operationen und Generaldirektor der gemeinsamen Einsätze. Er war von Oktober 1996 bis Februar 2001 Generalstabschef der ghanaischen Streitkräfte. Am 6. Januar 2001 wurde er in den Order of the Star of Ghana Military Division aufgenommen. In den Ruhestand wurde er im März 2001 versetzt und zum Botschafter in Kairo ernannt, wo er mit Sitz in Kairo auch zum Hochkommissar (Commonwealth) in Nikosia beauftragt wurde. Er ist mit Patricia verheiratet und sie haben eine Tochter und fünf Söhne.